# 뉴크로부존
뉴크로부존(New Crobuzon)은 차이나 미에빌이 고안한 가공의 도시국가이다. 《퍼디도 스트리트 정거장》과 《아이언 카운슬》의 주무대이며, 《상처》에서는 복선과 배경으로 사용되기도 한다.

## 지리, 환경과 기후
바스락 세계에서, 뉴크로부존은 로하기 대륙의 동부해안을 따라 형성된 강 유역 일대에 영유권을 주장하고 있다. 도시는 타와 캥커 강이 합류하여 더 넓어지는 대(大)타 강을 형성하는 유역에 위치해 있다. 대타 강은 도시로부터 10 마일 동쪽의 무쇠만으로 이어진다. 뉴크로부존을 로하기 대륙의 다른 지역과 구분짓는 산맥은 댄싱 슈 산맥이라고 불린다.
뉴크로부존은 넓은 분지에 자리잡고 있고, 지형의 기복이 대단히 심한 편이다. 도시의 북서쪽은 베젝 산맥의 산자락까지 이어진 관목숲과 늪지대로, 《상처》에서는 거주 불가능한 구역으로 묘사되고 있다. 바로 남쪽에는 루드우드라는 광대한 숲이 있으며, 그 너머에는 웻랜즈라는 지역이 있다. 웻랜즈를 지나면 멘디컨 구릉이라는 곳으로 이어지며, 그 너머는 뉴크로부존에 식량을 공급하는 농경지대인 그레인 스파이럴이다.
여러 속령들이 뉴크로부존 주위에 흩어져 있다. 거의 대부분은 농촌 부락에 지나지 않지만, 대타 강 어귀에 자리잡은 타머스는 《상처》에서 언급될 정도로 규모가 크다.
현실 세계의 북반구에서처럼, 가을과 겨울은 봄과 여름보다 춥다. 뉴크로부존은 기상조절기관을 사용하여 역사 초기부터 그 일대의 기후를 통제하거나 적어도 기후에 상당한 영향을 미칠 수 있었다. 하지만 이 장치는 500년이 넘게 작동되지 않았다.

## 역법
뉴크로부존은 표준력을 사용하고 있다. 연도가 안노 우르비스(Anno Urbis)로 표기되는 것으로 미루어 보아, 도시국가가 설립된 시점으로부터 역산하는 것으로 보인다. 예를 들어, 도시 설립 후 1779년째 되는 해는 "안노 우르비스 1779", 또는 줄여서 "1779년"으로 쓴다.
뉴크로부존 역법에 관한 상세한 내용은 알려져 있지 않다. 소설에는 1주일이 7일임을 살짝 암시하는 일곱 개의 요일 - 더스트데이, 블루데이, 피시데이, 닥데이, 체인데이, 스컬데이, 그리고 슌데이 - 이 언급되어 있다. 1년은 열두 달이지만, 작품 속에서는 언급되는 것은 10개만 - 루뉴어리, 솔루어리, 쳇, 멜루어리, 태디스, 신, 악추어리, 린덴, 어로라, 그리고 더스트 - 언급되어 있다. 쳇, 멜루어리, 태디스와 신이 뉴크로부존의 봄과 여름 계절이고, 린덴은 늦가을이나 겨울 언제쯤인 것으로 보인다.

## 역사와 연대기

### 역사
1500년대 이전의 뉴크로부존 역사에 관해서는 모호하게도 구체적인 설명이 없다. 어느 작품에서도 도시 성립 후 천년 동안에 관한 구체적인 설명이 없는 것과 마찬가지로, 도시의 기원에 관해서 설명한 곳은 없지만, 개척자들이 살던 나라인 "옛" 크로부존에서 따온 것으로 추정된다. 기록으로 남아 있는 뉴크로부존의 가장 오래된 사건은, 상인이자 탐험가였던 심리가 베레드 카이 네브 대륙의 자기 고향에 연락한 결과 1000년에서 1100년 사이 케프리 상인들이 개별적으로 들어왔다는 것이다. 2세기 후, 비정상적인 기상 현상이 도시를 강타하여, 기상조절 기관의 개발을 촉진했다. "토크 폭풍"이라고 하는 이 사건 다음으로, 《상처》의 등장인물이 뉴크로부존의 황금시대라고 한, 기간이 불명확한 "전성기(The Full Years)"가 이어진다.
뉴크로부존의 재력은 1400년대 말 마지막 10년 동안 줄어드는데, 이 시기부터 도시의 역사는 좀 더 자세하게 서술되어 있다. 바스락에서 가장 거대하고 비효율적인 군함, 그랜드 이스터리 호의 건조로 1500년대를 위시한 뉴크로부존의 "전성기"는 막을 내리게 된다. 그 직후, 뉴크로부존은 해적 전쟁이라고 하는 대규모 군사 작전에 휩쓸려들게 되고, 그 기간 동안 그랜드 이스터리 호가 아마다라고 하는 해적 도시에 나포되었다. 뉴크로부존은 1544년 해적 전쟁을 승리로 마무리지은 다음, 적대 관계에 있던 도시국가 수록을 "토크 폭탄(Torque bombs)"으로 멸망시킨다. 이 시기를 즈음하여 직조자가 도시 지하에 살게 되고, 기상조절 기관이 오작동을 일으키기 시작한 것으로 보인다.
해적 전쟁을 타개한 지 백 년 뒤, 뉴크로부존 시정부는 소규모 과학 조사단을 수록의 폐허에 파견했다. 조사단원 다수가 잔여 낙진 때문에 기괴하고 이상한 방식으로 사망했다. 폐허의 광경이 너무 무시무시해서, 조사단원들 가운데 한 사람은 토크 무기가 야기한 참상을 대중들이 알아야 한다고 느꼈다. 그는 시장과 시의회의 의사를 거스르고 자신의 보고서와 헬리오타입 사진을 출판하여, 《퍼디도 스트리트 정거장》의 주인공이 말하기를 "정부가 전복될 뻔했던" 1689년의 새크러먼디 폭동을 촉발시켰다.
대략 이 시기에 케프리들의 강제 이주가 이루어진다. 그들은 고향이 "대학살(The Ravening)"이라고 하는 정체를 알 수 없는 재난으로 수 년 전 초토화되면서 미지의 대륙으로 집단 탈출하게 되었다. 20년이 넘는 기간 동안, 케프리들은 뉴크로부존 항구에 도착하여 마침내 박해로부터 상대적으로 안전한 게토에 정착했다.
《퍼디도 스트리트 정거장》에서의 사건은 1779년 여름에 시작되었다가 끝났다. 6~8개월 뒤 《상처》에서의 사건이 발생하였고, 1780년에 끝났다. 이 두 해 동안 뉴크로부존은 여러 가지 문제에 시달렸다. 파업, 소요, 외래종 나방 괴물에 의해 확산된 악몽, 그리고 아마다와의 성과 없는 전쟁 등을 예로 들 수 있다.
《상처》와 《아이언 카운슬》에서의 사건은 거의 30년의 시간 간격을 두고 1805년에 시작되어 이듬해에 끝났다. 그때까지 뉴크로부존이 안고 있던 문제들은 눈에 띄게 심각해졌다. 로하기 대륙을 가로지르는 철도를 건설하려던 민간기업의 시도는 실패로 끝났다. 시정부는 지금까지 정체를 숨기고 있던 인공지능 기계들과 전쟁을 벌여 이들을 일소했다. 하지만 경제 불황이 심화되면서, 시정부에 대한 불만이 점점 증가하기 시작했다. 1780년과 1804년 사이 어느 시점에, 뉴크로부존은 테시와의 전쟁에 돌입한다. 《상처》의 끝에서, 치안을 유지하기 위해 계엄령을 선포해야 할 정도로 시정이 불안해진다.

### 연대기
0 AU (안노 우르비스; 라틴어로, 도시가 생긴 해라는 뜻): 뉴크로부존이 개척되다.
1000-1100년경: 상인이자 탐험가인 심리가 베레드 카이 네브의 케프리들과 접촉하다. 케프리 상인들이 뉴크로부존에 오기 시작하다.
1300년경: 뉴크로부존이 토크 폭풍에 휩쓸리다. 기상조절 기관이 만들어지다.
1300-1500년경: "전성기" 뉴크로부존이 군사/경제면에서 절정을 맞이하다.
1500년경: 그랜드 이스터리 호의 완성과 함께 공식적으로 "전성기"가 끝나다.
1500 - 1544년경: 해적 전쟁. 그랜드 이스터리 호가 아마다에게 나포당하다.
1544-5년: 뉴크로부존이 경쟁관계의 도시국가인 수록을 토크 폭탄으로 멸망시킴으로써 해적 전쟁이 종식되다. 이때쯤부터 직조자가 뉴크로부존 지하에서 살게 된 것으로 추정된다.
1644년경: 뉴크로부존 정부가 수록의 폐허에 대한 과학 탐사를 후원하다.
1689년: 새크러먼디라는 수록 탐사대의 생존자들 가운데 하나가 자신이 보관한 사진과 기록을 정부의 허가 없이 출판한다. 공포에 질린 대중들이 뉴크로부존 전역에서 폭동을 일으키다.
1789 - 1709년경: 케프리 종족이 대학살을 피해 고향을 탈출하여 뉴크로부존으로 이주하다.
1779-1780년: 그해 여름 《퍼디도 스트리트 정거장》에서의 사건이 일어나다. 6~8개월 후, 《상처》에서의 사건이 일어나다.
1780-1804년경: 뉴크로부존이 경쟁관계의 도시국가인 테시와 전쟁에 돌입하다.
1793년: 컨스트럭트 전쟁. 뉴크로부존이 인공지능 기계들을 일소하다.
1805-1806년: 《아이언 카운슬》에서의 사건이 일어나다.

## 도시 개관과 지역
- 배드사이드(Badside): 슬럼
- 본타운(Bonetown): 빈민가로, 무작위적으로 난 미로 같은 거리와, 어느 거대한 짐승의 유골이 부분적으로 드러난 늑골(the Ribs)이라는 랜드마크로 유명하다. 뼈의 기원은 알려져 있지 않지만, 신비한 영향력을 지니고 있어 지역 내에서 공사가 진행되는 동안 사고와 재난을 일으키는 듯하다.
- 브록마시(Brock Marsh): 과학연구단지. 물리학자, 화학자, 강령화학자, 수학자, 흑마술사 등등을 포함한 바스락의 다양한 과학자들이 여기서 배출한 폐기물들이 혼합되어 위험하고 예측불가능하게 변한다. 오소리들은 이런 요소에 자연적인 면역력을 지니고 있어서 심부름꾼으로 인기가 많다.
- 차이머(Chimer): 슬럼
- 크릭사이드(Creekside): 상대적으로 풍족한 킹켄과는 달리 케프리 역사를 드러내지 못하는 케프리 슬럼. 크릭사이드 거주자들 가운데 일부는, 킹켄이 케프리 문화에 대한 정통성을 주장할 자격이 없으며, 그것마저도 케프리 종족이 뉴크로부존으로 피난할 때 일부만 보존된 전통문화를 재활용하면서 허세 부리는 거라 주장한다.
- 독펜(Dog Fenn): 슬럼
- 에코마이어(Echomire): 부두 및 공단
- 플래그힐(Flag Hill): 은행가, 공무원, 부유한 예술가, 그리고 기업가들이 사는 상류층 거주 지역. 《아이언 카운슬》에서는 "탁 트인 넓은 길과 거리에 바싹 붙여 지은, 공동 정원이 딸린 사치스러운 주택들"이 있는 곳이라 묘사된다.
- 플라이사이드(Flyside): 빈민가. 사람들로 붐비고 싸구려 물건들이 넘쳐나지만 그리 위험하지는 않은 곳.
- 골마치(Gallmarch): 중산층 거주 지역
- 온실(Glasshouse): 캑터케이 게토. 글자 그대로 거대한 온실이 사막에 거주하는 캑터케이들이 선호하는 수준으로 온도와 습도를 유지시켜 준다. 하지만 캑터케이 인구의 1/3 정도만 수용 가능하기 때문에, 상당수의 캑터케이들은 온실 바깥 북부 리버스킨에 거주하고 있다.
- 그리스트위스트(Griss Twist): 예전 공단지대로, 지금은 거대한 산업 쓰레기 하치장이다. 《퍼디도 스트리트 정거장》에서, 이곳은 컨스트럭트 의회의 본거지가 되어 있다.
- 그로스코일(Gross Coil): 부두 및 공단
- 켈트리(Kelltree): 부두
- 킹켄(Kinken): 케프리 게토. 원래 대부분의 건물들은 도시의 여느 곳과 같은 형태였지만, 건축 벌레가 동원되어 근본적으로 개조되었다. 킹켄은 바스락에서 케프리 문화의 중심부로, 머나먼 대륙에서 일어난 사정을 알 수 없는 참사로부터 탈출한, 케프리 문명의 마지막 생존자들의 후손들이 살고 있다.
- 페티코일(Petty Coil): 구시가지. 한때 넓은 길과 대저택이 있는 상류층 거주 지역이었지만, 강 건너편 그리스트위스트의 공단에서 일어나는 스모그와 소음에 시달린 부유층 주민들로부터 버림 받았다. 여러 저택들은 개조되어 기술자들의 주거지가 되었다. 페티코일의 주택 가운데 일부는 거의 천 년 묵은 것도 있다. 《퍼디도 스트리트 정거장》에서, 칵스컴 다리는 도시의 가장 오래된 건축물 가운데 하나로 언급된다.
- 림(Rim): 구시가지
- 리버스킨(Riverskin): '온실'이 위치한 곳으로, 낡은 목조 주택들로 가득차 있다. 이곳의 남부는 인접한 플라이사이드와 비슷한 느낌이다. 북부에는 '온실'과 하류층 캑터케이들의 거주지가 있다.
- 샐러커스필즈(Salacus Fields): 뉴크로부존 주민들 가운데 좌익 성향의 보헤미안 사이에서 인기 있는 지역. 많은 예술가들이 여기서 살거나 작업하고 있어서, 다른 지역에 비해 사회적으로 진보적이고 자유로운 성향을 두드러지게 띈다. 《아이언 카운슬》의 시기에는, 부르주아 보헤미안들과 관련되어 있어서 보다 급진적인 예술가들은 대개 떠난 것으로 설정되어 있다.
- 서폴릿(Serpolet): 중산층 거주 지역
- 쉑(Sheck): 구시가지. 주민들은 하류층에서 중산층을 아우르며, 보수를 많이 받는 전문직 종사자들도 거주한다. 낡은 벽돌 건물들이 불규칙적으로 세워진 과밀 지역.
- 스모그벤드(Smog Bend): 공단. 다이더케이 빌리지라는 이름으로도 알려져 있다.
- 소벡크루아(Sobek Croix): 넓은 공원이 있다.
- 스패터즈(Spatters): 무법지대. 가루다 게토.
- 스핏허스(Spit Hearth): 구시가지. 낡은 석조 건물들로 이루어진 삼각형 지구. 도시에 리메이드를 공급하는, 강가의 처벌 공장으로 악명 높다.
- 선터(Sunter): 공단
- 크로(The Crow): 도시 중심부

## 과학기술과 마법
뉴크로부존의 과학력은 명백히 스팀펑크 수준에 도달해 있다. 차분기관, 발달된 태엽장치 "컨스트럭트"들, 헬륨 비행선, 화기, 원시적인 사진술과 증기기관차 및 증기선이 세 권의 바스락 소설 전체에 걸쳐 등장한다. 하지만 이 모든 것들에도, 1700년대 무렵 뉴크로부존의 시민들은 선대의 발명품을 단순히 이용하는 수준에 머물러 있는 듯하다. 예를 들어, 그들은 시의 기상조절기관을 수리하는 데 필요한 지식도 가지고 있지 않다. 또한 널리 퍼진 인공지능 기계에 대한 두려움 때문에 뉴크로부존 시정부는 1780년부터 1805년 사이에 컨스트럭트들을 파괴하기에 이르렀다. 뉴크로부존은 과학기술적 성취라는 측면에서 상당히 위태로운 상황이며, 수백 년 전 전성기 이후로 눈에 띄게 퇴보하고 있는 것으로 보인다. 가끔씩 신기술이 재발견되기도 하는데, 《아이언 카운슬》에서는 축음기가 그 예로 언급되어 있다.
하지만 과학의 세력이 약해지는 지점에서 마법이 등장한다. 뉴크로부존에는 자신들의 기술로 생계를 이어가는 - 마법사(thaumaturge)로 통칭되는 - 수많은 마법 사용자들이 있다. 특히 생체마법사들은 개조술사로서 활동하기도 하는데, 그들의 기술은 수술자에게 심각한 정신적 외상을 일으키지 않고도 생체 이식 및 변형을 가능케 함으로써 시술자를 장차 숙련된 외과의로 만들어 줄 수도 있다. 사실 그런 시술자는 보기 드물고, 오히려 그런 지위에는 수형자들에게 죽음보다 가혹한 고통을 주는 것을 즐기는 가학적인 사이코패스들이 몰려든다. 하지만 해적 도시 아마다에서, 개조술사들은 처벌이 아닌 신체적 기능 증강을 위해 자신들의 기술을 사용한다.
컨스트럭트들을 일소하고 나서, 골렘술사(golemetrist) - 골렘 제조에 특화된 마법사들 - 에 대한 수요가 급증했다. 뉴크로부존과 바스락의 골렘들은 재료에 구애 받지 않으며 어떤 형태로든지 만들 수 있다. <아이언 카운슬>에서는 (여러 재료들 가운데) 물, 빛, 소리, 시체, 철로, 돌, 심지어 시간을 재료로 만들어진 골렘들이 등장한다. 비슷한 성격의 마법으로, 정령들을 소환하여 조종하는 정령술사(elementarii)들의 능력이 있다. 바스락 세계에는 달빛의 정령이나 육체의 정령처럼 기괴한 정령들도 존재한다.